# Picen
Picenul este o hidrocarbură aromatică polinucleară găsită în reziduul obținut la distilarea gudroanelor de turbă și petrol. 